# Kirkevoll
Kirkevoll är en kyrkby Tønsbergs kommun i Vestfold fylke i sydöstra Norge. Orten, som utgör en del av den sammanväxta tätorten Kirkevoll/Brekkeåsen, ligger där fylkesväg 3186 möter fylkesväg 3208, väster om Europaväg 18, nordväst om staden Tønsberg. Här finns Våle kyrka.
Tidigare har orten utgjort centralort i dåvarande Våle kommun.